# Frederic Edward Clements
Pour les articles homonymes, voir Clements.
Frederic Edward Clements est un botaniste américain, né le 16 septembre 1874 à Lincoln et mort le 26 juillet 1945.

## Biographie
Il est le fils d’Ephraim G. Clements et de Mary née Scoggin. Il obtient son Bachelor of Sciences à l’université du Nebraska en 1894, son Master of Arts en 1896 et son Ph. D. en 1898. Il se marie avec Edit Schwartz le 30 mai 1899.
De 1894 à 1906, il est instructeur et professeur de botanique à l’université du Nebraska, puis de 1906 à 1907, professeur de physiologie végétale, puis de 1907 à 1917, professeur et directeur du département de botanique de l’université du Minnesota, enfin de 1917 à 1941, botaniste de l’État et responsable des recherches écologiques au Carnegie Institut de Washington. À partir de 1941, il dirige le laboratoire de recherche écologique. Il participe aux travaux du bureau de protection des sols à partir de 1934. Il obtient un doctorat honorifique en 1940.
Membre de l’Association américaine pour l'avancement des sciences, de l’Académie nationale des sciences, de la Société américaine de botanique (dont il est vice-président en 1905, conseiller de 1906 à 1910) ainsi que de nombreuses autres sociétés savantes. Clements est notamment l’auteur de :
- avec Nathan Roscoe Pound (1870-1964) The phytogeography of Nebraska (1898) ;
- Histogenesis of Caryophyllales (1899) ;
- Greek and Latin in Biological Nomenclature (1902) ;
- Herbaria Formationum Coloradensium (1902) ;
- Development and Structure of Vegetation (1904) ;
- Research Methods in Ecology (1905) ;
- Plant Physiology and Ecology (1907) ;
- Cryptogamae Formationum Coloradensium (1908) ;
- Minnesota Mushrooms (1910) ;
- avec Edith Gertrude Clements (1877-1971) Rocky Mountain Flowers (1913) ;
- Plant Succession (1916) ;
- Plant Indicators (1920) ;
- Aeration and Air-Content (1921) ;
- avec Harvey Monroe Hall (1874-1932), The Phylogenetic Method in Taxonomy (1923) ;
- avec Frances Louise Long, Experimental pollination; an outline of the ecology of flowers and insects (1923) ;
- avec John Ernest Weaver (1884-1966), Experimental Vegetation (1924) ;
- avec  Glenn Warren Goldsmith (1886-1943), The phytometer method in ecology; the plant and community as instruments (1924) ;
- Plant Succession and Indicators (1928) ;
- avec Edith Clements, Flower Families and Ancestors (1928) ;
- avec John Ernest Weaver (1884-1966), Plant ecology (1929).

## Source
- Allen G. Debus (dir.) (1968). World Who’s Who in Science. A Biographical Dictionary of Notable Scientists from Antiquity to the Present. Marquis-Who’s Who (Chicago) : xvi + 1855 p.